# 中国人民政治协商会议东莞市委员会
中国人民政治协商会议东莞市委员会，简称政协东莞市委员会、政协东莞市委、东莞市政协，是中国人民政治协商会议在广东省东莞市的地方组织，于1956年9月成立，其主要职能是政治协商、民主监督、参政议政。

## 历史沿革
1956年9月，中国人民政治协商会议广东省东莞县第一届委员会正式成立。
1987年4月，经惠阳地区机构编制委员会同意，成立中国人民政治协商会议广东省东莞市委员会（县级市建制）。
1988年1月，随东莞市升格为地级市建制，成立中国人民政治协商会议东莞市委员会（地级市建制）。

## 职责
根据《中国人民政治协商会议章程》，中国人民政治协商会议各级地方委员会行使以下职权：
1. 选举地方委员会的主席、副主席、秘书长和常务委员，决定常务委员会组成人员的增加或者变更；
2. 听取和审议常务委员会的工作报告、提案工作情况报告和其他报告；
3. 讨论并通过有关的决议；
4. 参与对国家和地方事务的重要问题的讨论，提出建议和批评。

## 机构设置
根据《东莞市机构改革方案》，中国人民政治协商会议东莞市委员会共设置机构9个，其中中国人民政治协商会议广东省东莞市委员会办公室是市政协具体职能的承担机构，下设12个职能科（室）。中国人民政治协商会议东莞市委员会下设机构行政级别为正县处级。
中国人民政治协商会议东莞市委员会设置下列机构：
- 办公室

### 专门委员会
- 提案委员会
- 经济委员会
- 农业与农村委员会
- 教科卫体委员会
- 社会法制和人口资源委员会
- 港澳台侨外事委员会
- 文化文史和民族宗教委员会
- 联络工作委员会

### 职能科（室）
- 秘书联络科
- 综合宣传科（理论研究室）
- 组织人事科
- 行政事务科
- 提案委员会工作科
- 经济委员会工作科
- 教科卫体委员会工作科
- 社会法制和人口资源委员会工作科
- 港澳台侨外事委员会工作科
- 文化文史和民族宗教委员会工作科

（经济委员会工作科加挂市政协农业和农村委员会工作科牌子；秘书联络科加挂市政协联络工作委员会工作科牌子。）

## 现任领导
| 姓名   | 职务              | 政党           | 出生年月           | 籍贯         | 性别 | 民族 | 其他职务 |
| ------ | ----------------- | -------------- | ------------------ | ------------ | ---- | ---- | --- |
| 郑建民 | 主席 党组书记     | 中国共产党     | 1966年5月（58歲）  | 广东惠来     | 男   | 汉族 | |
| 陈志伟 | 党组副书记        | 中国共产党     | 1967年10月（57歲） | 广东东莞     | 男   | 汉族 | 中国共产党东莞市委员会常委 中国共产党东莞市委员会统战部部长 |
| 喻丽君 | 党组副书记        | 中国共产党     | 1965年2月（60歲）  | 四川资中     | 女   | 汉族 | |
| 蒋小莺 | 副主席 党组副书记 | 中国共产党     | 1963年6月（61歲）  | 湖南益阳     | 女   | 汉族 | |
| 梁佳沂 | 副主席            | 中国民主促进会 | 1964年1月（61歲）  | 黑龙江佳木斯 | 男   | 汉族 | 中国民主促进会广东省委员会常委 中国民主促进会东莞市委员会主任委员 |
| 程发良 | 副主席            | 中国民主同盟   | 1967年11月（57歲） | 安徽和县     | 男   | 汉族 | 东莞理工学院研究生院执行院长 中国民主同盟东莞市委员会主任委员 |
| 陈树良 | 副主席            | 中国致公党     | 1968年12月（56歲） | 广东东莞     | 男   | 汉族 | 广东省东莞市中级人民法院副院长、审判委员会委员、审判员 中国致公党东莞市委员会主任委员 中国致公党广东省委员会社会与法治建设委员会副主任                                 |
| 罗晓勤 | 副主席 党组成员   | 中国共产党     | 1966年7月（58歲）  | 广东兴宁     | 男   | 汉族 | 东莞对口帮扶韶关指挥部总指挥 中国共产党韶关市委员会常委（挂职） 中共韶关市人民政府党组副书记                                                                           |
| 曲洪淇 | 副主席 党组成员   | 中国共产党     | 1970年10月（54歲） | 山东邹平     | 男   | 汉族 | 广东省对口支援新疆工作前方指挥部副总指挥 广东省对口支援新疆工作前方指挥部驻新疆生产建设兵团第三师工作队队长 新疆生产建设兵团第三师图木舒克市党委副书记、副师长（援疆） |
| 罗斌   | 副主席 党组成员   | 中国共产党     | 1966年6月（58歲）  | 广西融安     | 男   | 侗族 | 中共东莞滨海湾新区工作委员会书记 |
| 赖少瑜 | 副主席            | 中国农工民主党 | 1978年2月（47歲）  |              | 女   | 汉族 | 中国农工民主党东莞市委员会主任委员 |
| 卢汉彪 | 秘书长 党组成员   | 中国共产党     | 1965年9月（59歲）  |              | 男   | 汉族 | 中共中国人民政治协商会议东莞市委员会机关党组书记 |